# البادية العراقية
البادية العراقية أو بادية العراق هي هضبة صحراوية شاسعة في غرب و جنوب جمهورية العراق مساحتها نصف مساحة العراق تقريباً، زهاء 200 ألف كيلومتر مربع، مستوية متشابهة المناظر، في بعضها مرتفعات وهضاب وآكام صخرية متقطعة ومتسلسلة، وبين الآكام أودية ومسايل جافة أكثر أيام السنة، غنية المعادن، فيها آبار تاريخية، كانت مسالكها سبيلاً للهجرات البدوية وقوافل الحج والتجارة، يتفاوت ارتفاعها من مئة متر إلى ألف فوق سطح البحر، وهي ذات جانبين، أحدهما كبير في غرب الفرات، وهو جزء من الجزيرة العربية، حدود هذا الجانب بين غرب الفرات وشرق المملكة الأردنية وشمال السعودية وشمال وغرب الكويت، والجانب الآخر صغير من البادية العراقية شرق الفرات، اسمه بادية الجزيرة وحدودها الغربية هي شرق سورية، تغطي غربَ وجنوبَ العراق منطقةٌ صحراوية شاسعة تبلغ مساحتها حوالي خُمسَي مساحة الدولة، ترتفع الصحراء الغربية امتداداً للصحراء السورية إلى ارتفاعات تزيد عن 490 متراً، يتراوح الارتفاع في الصحراء الجنوبية بين 300 إلى 800 متر، يصل ارتفاعها إلى 951 متراً عند جبل عنيزة عند تقاطع حدود الأردن والعراق والمملكة العربية السعودية، سكان البادية العراقية بدو عرب عراقيون، أشهر عشائرهم عنزة وشمر والظفير، والجشعم، والدليم والبدور والرفيع والزَيّاد، عددهم قليل جداً بسبب وعورة سطح البوادي وجفاف مناخها، كان عدد سكانها 600 ألف سنة 1938م ثم صاروا 250 ألفاً سنة 1947. ثم حوالي 170 ألفاً حتى سنة 2022، وكانوا 35% من إجمالي سكان العراق في القرن التاسع عشر، ثم 8% سنة 1953، ثم صارت نسبتهم 4% في عام 1957، ثم 1% في ثمانينيات القرن العشرين. وصار للبادية نظام إدارة خاصة سنة 1942، ثم أُلغي نظامها الإداري الخاص سنة 1958 وألحقت إدارتها بالمحافظات المجاورة لها محافظة البصرة وذي قار والمثنى والنجف والأنبار وصلاح الدين ونينوى.

## أقسام البادية
| الصحراء       | حدودها في العراق                                                  |
| صحراء الدبدبة | من الزبير شرقاً إلى شعيب لويحظ أو وادي السدير غرباً.                |
| صحراء الحجرة  | من شعيب لويحظ شرقاً إلى وادي الخر شمال الغرب                       |
| صحراء الحماد  | غرب قضاء الرطبة حتى متاخمة الحدود السورية والأردنية والسعودية     |
| الرحاب        | المنطقة الكائنة بين حدود المحافظات المجاورة شرقاً وخط العيون غرباً. |

## حدودها
قال عبد الجبار الراوي مدير شرطة البادية العراقية "أما إذا أردت أن تستدير حول هذه البادية فخذ طريقك من الزبير إلى الخميسية فالسماوة والنجف وشفاثة وكبيسة والقائم ثم سِر في الحدود بين سوريا والعراق حتى تلتقي بالحدود الأردنية ومنها بحدود المملكة العربية السعودية".

## مصطلحات البادية العراقية

### مصطلحات جغرافية
| المصطلح      | تعريفه | مواقعها بالبادية العراقية                                                 |
| الفيضات      | أماكن منخفضة تتجمع فيها مياه الأمطار                                                                                                  | الجريشانية وفيضة الروال وهليبة وشاوية، وطويفحة وفيضات ناحية بصية          |
| كارة         | تُنطق بالكاف المجهورة أصلها قارة ومعناها تل عالي، هُضيبة دائرية منعزلة                                                                  | كارة لية وكارة الحريجية وكارة الزيانة.                                    |
| الظهرات      | الظهور والظهرات أماكن مرتفعة أقل إرتفاعاً من الكارات                                                                                   | ساعة الله وهدانية.                                                        |
| حكي          | الحكي والحقي جرف متباين الاتجاه يتفاوت ارتفاعه بين 3 أمتار و6، والحكي شكل مميز لصحراء الحجرة                                          | حكي السنكريات وحكي البسيطة وحكي واقصة. وحكي رشيد وحكي الجل وحكي الحوارة   |
| الحدرات      | عودة العشائر بعد موسم الربيع من البادية إلى أطراف السماوة                                                                             |                                                                           |
| إرفيفات نصاب | هي فيضات في منطقة نصاب في البادية الجنوبية                                                                                            | أنصاب                                                                     |
| الجال        | التل أو المرتفع، جرف متباين الاتجاه ذو امتداد طولي من الشمال إلى الجنوب يتفاوت ارتفاعه بين 15 متراً و25، والجال شكل مميز لصحراء الحجرة | جال البطن وجال المعانية. وجال أبو خويمة وجال أم ديسم                      |
| تخاديد       | الأخاديد بلهجة البادية | تخاديد                                                                    |
| الگ‍لبان       | الگ‍لبان بالكاف المجهورة، أصلها قُلبان، جمع قليب وينطق بالعامية العربية العراقية جليب، والجلبان هي الآبار المحفورة يدوياً                 | جليب السعدون وگ‍لبان لية                                                    |
| شعيب         | وادي | شعيب لويحظ وشعيب العوجة وشعيب حسب وشعيب أبي خمسات وشعيب الخفي             |
| رجلة         | جدول موسمي أو وادي | رجلة الزكاكية ورجلة الزياتة ورجلة الضبعة ورجلة بريبر                      |
| دوزة         | حفرة ويسميها البدو دورة أيضا |                                                                           |
| خشم أو خشمة  | تل أو قمة يقال خشم للشيء العالي المرتفع، وبعض الخشوم ذوات زاوية حادة وبعضها ذات زوايا منفرجة.                                         | خشمة الظفيري وخشم الرجم وخشمة ابن حلاف وخشم الخرز وخشم الحنية وخشم الداير |

## الأهمية الاقتصادية
البادية العراقية ذات ثروات وموارد مهمة اقتصادياً غير مستغلة.

### الرعي
قال عبد الكريم أحمد مخيلف "تتصف الصحراء الغربية كمعظم الصحاري المجاورة لها بقلة التساقط المطري واختلافاتها السنوية والموسمية مما ينعكس سلبا على توزيعات الأنواع النباتية الرعوية ومن هنا تأتي أهمية البادية العراقية بجزئها الشمالي والجنوبي، التي هي عبارة عن مراعي طبيعية، والتي يقل معدل الأمطار فيها عن 200 ملم/ سنة, تمتد الهضبة الغربية على طول المنطقة الواقعة غرب نهر الفرات، وتمتد إلى صحراء سوريا والأردن والسعودية، وهي منطقة جافة في معظم فصول السنة ويسكنها البدو وفيها الكثير من الوديان والتي يصل طول بعضها إلى 400 كم2 وتشكل الأمطار الهاطلة في الشتاء في بعض الأحيان فيضانات تهدد البدو الساكنين فيها، وتحتل المنطقة حوالي 55% من مساحة العراق، أي ما يعادل 239000 كيلومتر مربع، ويتراوح ارتفاعها بين 100- 1000 متر، وتدخل ضمنها منطقة بادية الجزيرة، تغطي الصحراء الأجزاء الغربية والجنوبية الغربية من العراق، وهي تتكون من تلال من الحجر الجيري والكثبان الرملية التي تمتد إلى داخل بادية سورية والأردن وصحراء المملكة العربية السعودية، وتنتشر في هذه الصحراء الأودية الجافة التي تمتلئ بالمياه بعد هطول الأمطار، وعبر التاريخ عرفت البادية العراقية والسورية بأنها أفضل البوادي وأغناها بالمراعي الطبيعية، إذ توفر المرعى المناسب للثروة الحيوانية التي ترفد الاقتصاد الوطني بموارد كثيرة من اللحوم والألبان وغيرها من المنتجات الحيوانية، وكانت مصدر هام للتنوع الحيوي النباتي والحيواني, كما إن للغطاء النباتي دورا هاماً في حماية وصيانة الترب من الانجراف الريحي والمائي و وقف حالة التصحر وصيانة مساقط المياه وحفظ التوازن البيئي وتنمية الحياة البرية وبالتالي تشجيع السياحة، وفي محافظة الأنبار تبلغ مساحة البادية 116 ألف هكتار بنسبة 20 % من مساحة المحافظة البالغة 555 ألف هكتار، ومن هنا تأتي أهمية الموارد الرعوية النباتية وخاصة مراعي البادية الشمالية التي تتعرض للتدهور والاستنزاف والتخريب.
أسباب تدهور المراعي:
- رعي جائر غير مُوجّه.
- المحراث الآلي والتفتيت به لمساحات واسعة من التربة فزاد التصحر والتعرية.
- احتطاب شجيرات وأنجم معمرة للوقود.
- ازدياد الأغنام للتجارة فازدياد الرعي وانقراض نباتات رعوية سائعة.
- جفاف المناخ.

### مواسمه
في 1 كانون الثاني سنة 1997، أصدر وزير الزراعة عبد الإله حميد قانوناً لتحديد مناطق المراعي الطبيعية ذُكر فيه:
- أولا – مناطق الرعي :

وتشمل البادية الجنوبية والشمالية وبادية الجزيرة وتكون المحافظات المشمولة بها هي كل من البصرة ذي قار – المثنى – النجف – الانبار – صلاح الدين – نينوى .
- ثانياً – مواسم الرعي :

يبدأ موسم الرعي في البادية الجنوبية اعتبارا من منتصف شهر شباط وفي البادية الشمالية والجزيرة من اليوم الاول لشهر آذار من كل عام
- ثالثاً -يمنع الرعي في الشريط الحدودي مع الاقطار العربية المجاورة وبعمق لا يقل عن عشرة كيلومترات وكذلك المناطق المسيجة والمحمية من الرعي العائدة للهيأة العامة لخدمات الثروة الحيوانية".[26]

## الآبار
تتنوع الآبار طعماً وعمقاً فيقال كراح (قراح) للآبار العذبة وملاح للمالحة ومَجّة للمُرّة ويقال للآبار العميقة خرايج وهي غالباً غزيرة، ويُقال حسيّان للآبار قليلة العمق ويزداد ماؤها ويقلّ بحسب كثرة مطر الشتاء وقلته.
| خبرة       | بركة كبيرة                                                                       |
| سيل        | أخدود كالسواقي في البادية                                                        |
| غدير       | أصغر من الخبرة                                                                   |
| ثغب        | أصغر من الغدير                                                                   |
| حسو وحسيان | آبار مائها تابع لسقوط الأمطار تكون في أرض منخفضة أو في الأودية ومائؤها قليل عادة |
| خرايج      | آبار غزيرة الماء لا تنضب                                                         |
| كراح       | ماء عذب                                                                          |
| ملاح       | ماؤها مالح                                                                       |
| طوال       | آبار عميقة                                                                       |

في البادية العراقية آبار تاريخية وآبار محفورة آلياً وآبار محفورة يدوياً، وفي شهر شباط سنة 2023 ذكرت وزارة الموارد المائية أنها في سنة 2022 نفّذَت 691 بئراً من آبار النفع العام و621 بئراً من آبار الشح المائي، ونفذت 72 بئراً سنة 2023، وما زال العمل مستمراً، وذكرت الوزارة أن أغلب المزارعين يتجهون إلى صحراء نينوى والأنبار وكربلاء والنجف استثماراً في زارعة الحنطة.
| المنطقة الصحراوية | آبارها |
| هضبة الوديان      | المات والرطبة والكعرة ومحيور و المكورُ مكورُ الرويثيةِ ومكورُ النعام وعين الحسينية والنخيب والهبارية والمجمي والبريت واللصف                                                                                         |
| صحراء الحجرة      | العاشورية وعكيلة السلاطين والشبكة وشراف وواقصة والشيحة والحوارة والصفاوي وعيدها والجل والشبرم واللعاعة وعدهان والسلمان والوجاجة وهدانية والمنيعية والرويحة ودويران وتكيد والمعانية وأنصاب وكويخة والرواك وباكور |
| صحراء الدبدبة     | جهمة وجهيم والثامرية والبطية وخضر الماء وبصوة وأبي غار ونبعة والهبارية وشكرة والحيصامة وجابدة ولكيط والرافعية وجويبدة والبرجسية والرميلة وضفيرة نثيل وتخاديد والجليبة وجليب سعدون وجريبيعات                     |

## لهجة البادية العراقية
عامة البدو أفصحُ لهجة من غيرهم، لفظهم أضبط وكلماتهم أنقى من الدخيل الأعجمي وينطقون حروف الهجاء كلها ما عدا الضاد لا يعرفونها إلا ظاءً، ويُبدل بعضهم الجيم ياء فتقول عشائر المنتفك الفراتية يِبَل للجبل، ويقال الحيرة بدلاً من الحجرة، ويُبدل المنتفكيون القاف جيماً فيقولون جليب مكان قليب، وهو البئر، وحين يخطابون الأنثى فلا يقولون مثلاً (وقودكِ) بل وقودچ بالجيم المهموسة وهم بذلك يمتازون من بدو نجد الذين يقولون (وقودتس) بالتاء والسين بدلاً من الجيم المهموسة، وتكثر في أشعار البدو العراقيين معاني مشابهة لمعاني الشعر الجاهلي كالغزل والتشبب والمدح والهجاء والآثار والأطلال والديار الزائلة والخيام والخيل والإبل والماء والسراب.
| ياهم الملالي  | يقولها البدوي إذا سمع حديثاً يستحيل تنفيذه                                                                                    |
| لِلَه           | غير موجود أو غير صحيح |
| سنَّد           | رحلَ من بادية العراق إلى نجد                                                                                                  |
| هَفّ            | سافر من بادية الجزيرة إلى ما وراء سنجار                                                                                      |
| الفكع         | تُنطق بالكاف المجهورة أصلها فقع ومعناها الكمأ                                                                                 |
| منيحة         | شاة أو عنز تُتخذ للحليب |
| رضم           | حجارة كبيرة |
| نفيلة         | نصب تذكاري يُبنى على الأرض ارتفاعه متر يُتخذ علامة ودلالة على أن شيخاً كان قد نزل في تلك الأرض مدة طويلة فيقال بعدئذٍ نفيلة فلان |
| كصير          | بالكاف المجهورة هو الغريب الملتجئ ينصب خيامه أما دار المستجار به                                                             |
| خلال          | كل الحيوانات والمتاع الذي يمكله البدوي                                                                                       |
| كلأ           | مرعى |
| عوك           | كلمة استنكار |
| مكام          | بالكاف المجهورة هي بكرة البئر                                                                                                |
| نحو           | ظرف من جلد يوضع فيه السمن |
| يحنشل أو يحوف | يتحيّن السرقة |
| ظعن           | نساء راكبات على الإبل أو المركبات                                                                                            |
| ألبل          | الأباعر |
| نيوخ          | يبرك البعير |
| حِدرية         | عرقجين |